# Watson (cràter)
Watson és un cràter d'impacte que es troba a les latituds baixes de sud de la cara oculta de la Lluna. Es troba al sud-oest del cràter més gran Lippmann i al sud-est de Fizeau.

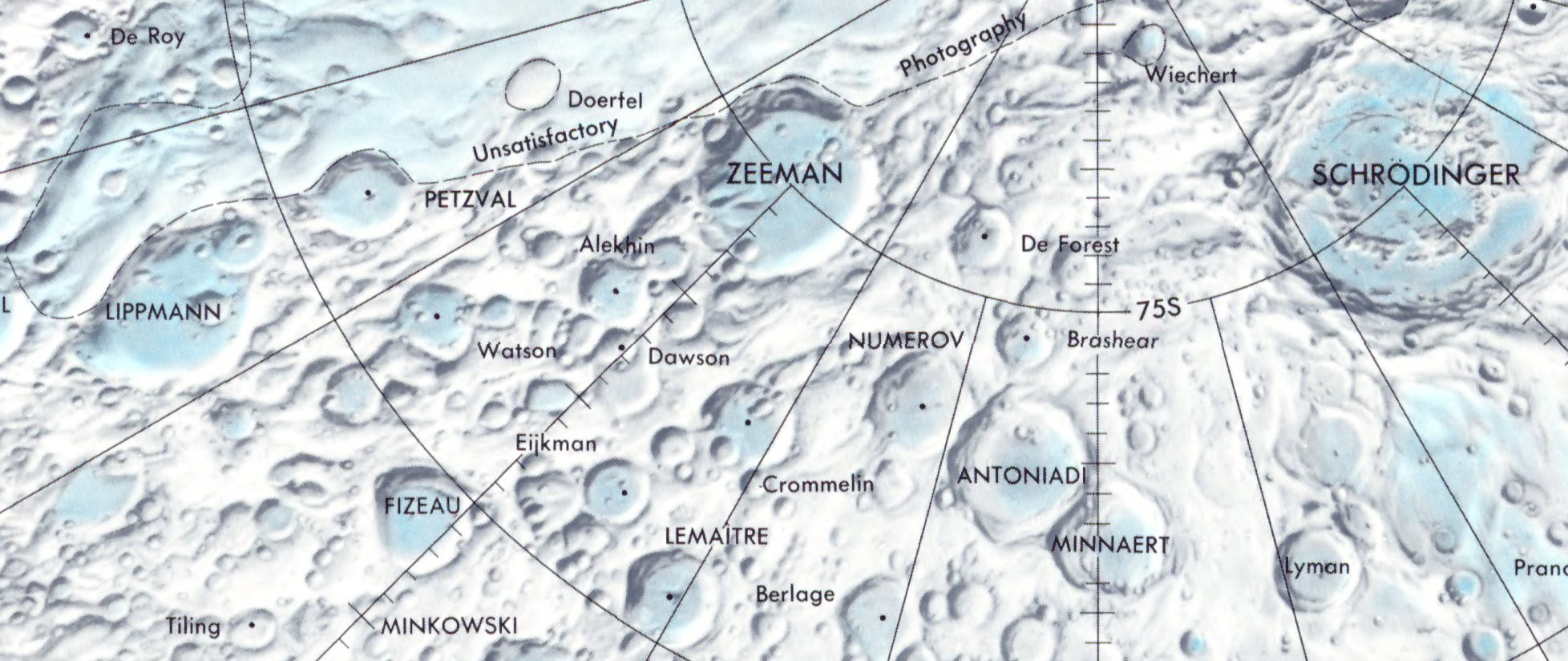
Localització de Watson (centre de la meitat esquerra de la imatge)
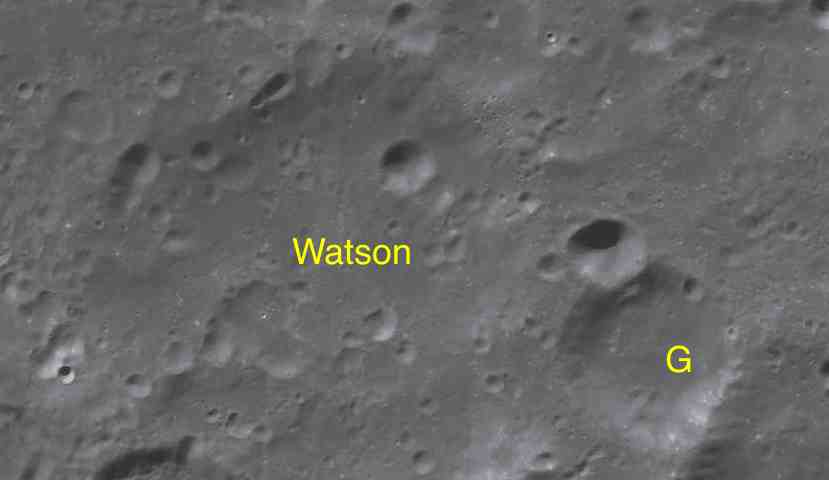
Cràters satèl·lit

Es tracta d'una formació desgastada, amb una vora exterior que ha estat erosionat fins al punt en què ha perdut gran part de la seva definició, formant una vora arrodonida i desigual. Una sèrie de petits cràters jeuen sobre la vora i dins de l'interior. Un parell combinat de petits cràters es troba al costat sud del sòl i la paret interior. Un petit cràter en forma de copa jeu sobre la vora nord-est del sòl interior. Si el cràter alguna vegada va tenir un pic central, ja no s'aprecia.

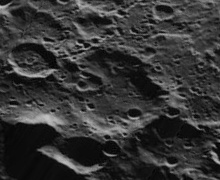
Imatge obliqua de la missió Lunar Orbiter 5, mirant a l'oest

## Cràters satèl·lit
Per convenció aquests elements són identificats en els mapes lunars posant la lletra en el costat del punt central del cràter que està més proper a Watson.
| Watson | Coordenades                            | Diàmetre |
| ------ | -------------------------------------- | -------- |
| G      | 63° 18′ S, 120° 18′ O / 63.3°S,120.3°O | 34 km    |